# ФК БСК Бања Лука
ФК БСК је фудбалски клуб из бањалучког насеља Кочићев вијенац. Клуб се тренутно такмичи у Првој лиги Републике Српске. БСК је скраћеница од Бањалучки спортски клуб.

## Историја
Основан је 20. октобра 1932. године, а ту вијест објавиле су и тадашње „Врбаске новине“. Иницијатива је потекла од младих људи који су живјели на десној обали Врбаса. Оснивање БСК подудара се са тежњом фудбалских радника Бањалуке за оснивањем Бањалучког фудбалског савеза. Своју прву утакмицу одиграо је 4. јула 1933. са резервним саставом Борца. ФК БСК је један од клубова са највећим стажом у Првој лиги Републике Српске. Почев од 1995. године, када су учествујући у првој сезони фудбалске Прве лиге РС освојили 6. мјесто у групи запад, БСК је у Првој лиги РС провео пуних 14 сезона.
Клупска боја је плава и бијела.

## Највећи успјеси
- првак Крајишке зонске лиге 1967/68
- такмичење у Другој савезној лиги Југославије 1968/69, 1969/70
- 5. мјесто у Првој лиги РС 2000/01
- првак Друге лиге Републике Српске - група Бањалука 1997/98,
- осмина финала Купа БиХ 2001/2002

## Друга савезна лига Југославије
ФК БСК наступао је у Другој савезној лиги Југославије двије сезоне и дијели 120. мјесто на вјечној листи Друге савезне лиге Југославије са екипама Суботице и Локомотиве из Мостара. Освојио је укупно 46 бодова. А најбољи пласман клуба у том рангу такмичења је 12. мјесто у сезони 1968/69. Укупно је у Другој савезној лиги остварио скор од 17 побједа, 12 ремија и 31 пораз. За то вријеме постигао је 75 а примио 117 голова. У сезони 1969/70 међу 15 тимова заузели су 14. мјесто са свега 20 освојених бодова па су се морали вратити у Зонску лигу.

## Галерија
- Управна зграда
- Терен на стадиону БСК-а